# Toro (kommunhuvudort)
Toro är en kommunhuvudort i Colombia.   Den ligger i departementet Valle del Cauca, i den centrala delen av landet, 220 km väster om huvudstaden Bogotá. Toro ligger 992 meter över havet och antalet invånare är 13 764.
Terrängen runt Toro är varierad. Runt Toro är det ganska tätbefolkat, med 149 invånare per kvadratkilometer. Närmaste större samhälle är La Unión, 9,1 km söder om Toro. Omgivningarna runt Toro är en mosaik av jordbruksmark och naturlig växtlighet.